# Simopteryx noyalidaria
Simopteryx noyalidaria là một loài bướm đêm trong họ Geometridae.